# 2093
2093 (ММХCIII) е обикновена година, започваща в четвъртък според Григорианския календар. Тя е 2093-та година от новата ера, деветдесет и третата от третото хилядолетие и четвъртата от 2080-те.